# يان ماكننيس
يان ماكننيس (بالإنجليزية: Ian McInnes)‏ هو لاعب كرة قدم بريطاني، ولد في 22 مارس 1967 في هميلتون في المملكة المتحدة. لعب مع لينكولن سيتي أف سي ونادي ألبيون روفرز ونادي روذرهام يونايتد ونادي كيلمارنوك.

## وصلات خارجية
- يان ماكننيس على موقع Soccerbase.com (لاعب) (الإنجليزية)